# Израильско-кубинские отношения
Израильско-кубинские отношения — настоящие и исторические отношения между Кубой и Израилем. Обе страны не имеют официальных дипломатических отношений с 1973 года. У Израиля работает Секция Интересов при канадском посольстве в Гаване.

## История

### Ранние отношения

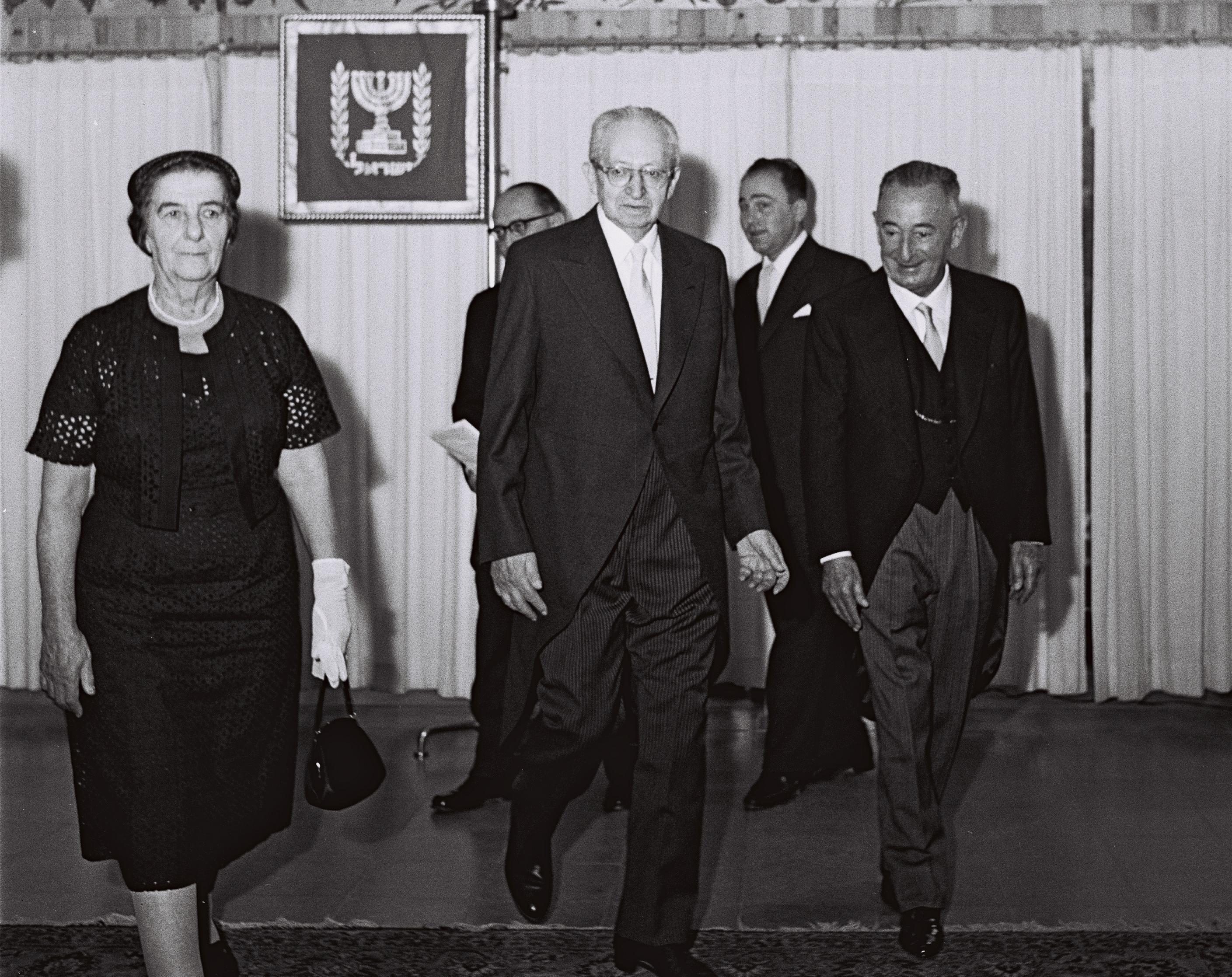
Кубинский посол Рикардо Вольф с израильским президентом Ицхаком Бен-Цви и министром иностранных дел Голдой Меир в Иерусалиме, 1960 год

С момента провозглашения независимости Израиля, отношения этой страны с Кубой были турбулентными. В 1919 году Куба поддерживала идею независимого еврейского государства и осуждала убийства евреев нацистами в 1942 году. 29 ноября 1947 года Куба была единственной страной Нового Света, которая голосовала против Плана ООН по разделу Палестины, который привёл к созданию Государства Израиль. Несмотря на голосование, Куба признала независимость Израиля и обе страны установили дипломатические отношения в 1949 году. В 1952 году Израиль открыл почётное консульство в Гаване и обновил его до дипломатического представительства в 1954 году. Куба открыла дипломатический офис в Израиле в 1957 году.
В январе 1959 года к власти на Кубе пришел Фидель Кастро. В 1961 году премьер Кастро назначил послом в Израиль поддерживавшего революцию предпринимателя и изобретателя Рикардо Вольфа, этнического еврея. В течение 1960-х годов Кастро начал развивать тесное сотрудничество с арабскими странами. После Шестидневной войны в июне 1967 года, Куба и Румыния стали единственными коммунистическими странами, не разорвавшими дипломатические отношения с Израилем. В период с 1967 по 1970 год Куба посылала военную помощь Египту во время Войны на истощение, чтобы помочь египтянам вернуть Синай под свой контроль, который был захвачен Израилем во время Шестидневной войны.
В сентябре 1973 год во время саммита Движения неприсоединения, проводившегося в Алжире, Куба заявила, что разорвёт дипломатические отношения с Израилем. В октябре 1973 год Куба помогала Египту и Сирии во время Войны Судного дня против Израиля и посылала военных и технику в Сирию. После войны отношения между Кубой и Израилем практически отсутствовали. Израиль, как союзник США, был единственной страной с 1992 года, которая голосовала за эмбарго против Кубы.

### После 1991 года
В декабре 1991 года распался СССР, что сильно повлияло на кубинский режим экономически. Внешняя политика Кубы значительно изменилась, островное государство перестало посылать военную помощь и технику другим странам и прекратило поддерживать государственный терроризм. В 1992 году израильские компании начали работать на Кубе, возглавляемые бывшим израильским министром Раффи Эйтаном. Израильские туристы также начали посещать Кубу.
В 1994 году во время инаугурации президента ЮАР Нельсона Манделы, президент Кастро встретился с израильским президентом Эзером Вайцманом. В период с 1995—1999, Кастро позволил 400 кубинским евреям иммигрировать в Израиль с помощью канадского правительства — Operation Cigar. В 1996 году во время церемонии похорон бывшего французского президента Франсуа Миттерана, президент Кастро встретился и провел переговоры с израильским премьер-министром Шимоном Пересом. В 2000 году Кастро и израильский премьер Эхуд Барак встретились во время Millennium Summit в Нью-Йорке.
В сентябре 2010 года в интервью американскому журналисту Джеффри Голдбергу Кастро заявил, что он верил в то, что Израиль имеет право на существование как еврейское государство и раскритиковал отрицателей Холокоста. Кастро также выражал озабоченность касательно ядерных амбиций Ирана. После высказываний Кастро, израильский премьер Нетаньяху поблагодарил Кастро за его слова. Сообщалось о переговорах касательно восстановления дипломатических отношений между двумя странами, однако, никаких крупных шагов для этого пока сделано не было.
В начале октября 2017 года в израильских СМИ появилась информация о том, что израильский министр культуры и спорта Мири Регев отправилась на отдых на Кубу как частное лицо. После разрыва отношений между двумя странами в 1973 году ни один член правительства или официальный чиновник Израиля не посещал Остров Свободы ни с официальным, ни с частными визитом. О поездке министра Регев израильский МИД и секретариат правительства были проинформированы заранее и дали на это своё согласие.
Израильская делегация бизнесменов и промышленников планирует посетить Кубу с трёхдневным визитом в декабре 2017 года. В делегацию войдут от 15 до 20 представителей таких отраслей как сельское хозяйство, возобновляемая энергия, водные ресурсы, производство продуктов питания, недвижимость, фармацевтика и химическая промышленность. Израильский МИД дал своё согласие на этот визит, при том что между Кубой и Израилем до сих пор нет дипломатических отношений. Встреча на Острове Свободы будет организована торговой палатой Израиль-Латинская Америка.